# Yohanan Aharoni
Yohanan Aharoni (în ebraică:יוחנן אהרוני, n.7 iunie1919 - 9 februarie 1976) este un arheolog și geograf istoric israelian. Aharoni a fost șeful catedrei de studii ale Orientului Apropiat antic și director al Institutului de arheologie al Universității Tel Aviv. 

## Biografie

### Copilărie și tinerețe
Aharoni s-a născut în 1919 la Frankfurt an der Oder în Germania (pe atunci Republica de la Weimar) într-o familie de evrei.  Tatăl său, Heinrich Aronheim, era avocat, iar mama sa era Eugenia, născută Simon.    
În urma luării puterii de către naziști în Germania, în anul 1933 Aharoni a emigrat în Palestina sub mandat britanic, unde a învățat la Liceul real din Haifa și la Școala agricolă Mikve Israel lângă Jaffa (azi la Holon). După terminarea studiilor liceale s-a alăturat până în 1947 kibuțului Alonim .
În anii 1948-1950 a servit în armata israeliană.

### Cariera academică și științifică
Mai apoi a studiat arheologia la Universitatea Ebraică din Ierusalim , unde a fost elevul lui Binyamin Mazar. În anul 1954 a fost cooptat în corpul didactic al universității, luând doctoratul în mai 1957. În 1966 a devenit profesor ordinar la Institutul de arheologie. În anul 1968 s-a transferat la Universitatea din Tel Aviv, recent înființată. El a condus acolo Institutul de arheologie și a fost până la sfârșitul vieții șeful catedrei de Studii ale Orientului Apropiat antic.
După Războiul de Șase Zile a fost membru în Mișcarea pentru întregirea Israelului.  
La începutul carierei sale de arheolog Aharoni a efectuat sondaje arheologice în Galileea Superioară, în Neghev, în Deșertul Iudeei și în depresiunea Beer Sheva, 
Aharoni a participat la numeroase excavații arheologice, inclusiv la Ramat Rahel, Tel Arad, Tel Hatzor, Tel Beer Sheva și Tel Lahish. A descris și cartografiat descoperirile arheologice din așezările din Epoca fierului de pe cuprinsul Palestinei, inclusiv puțuri de colonizare, ulcioare etc, cu accentul pe dceea ce se numește Epoca Primului Templu. 
El a studiat drumurile antice din deșertul Neghev și în timpul studiilor si excavatiilor din regiunea Mării Moarte în anul 1953, Aharoni a participat la descoperirea peșterilor lui Shimon Bar Kohba. În anul 1957 Aharoni a descoperit ruina unei fortărețe antice pa platoul la est de Ein Qudes. În 1962 a descoperit la Tel Arad ceea ce a numit Casa lui Yahve. În anii 1965-1971, împreună cu elevul său, Volkmar Fritz, a efectuat excavații la Tel Arad, Lahish si Tell es-Seba (Tel Beer Sheva) .

### Disputa cu Igael Yadin
Aharoni aparținea Școlii arheologiei biblice tradiționale. Această școală se referea la obiectele excavațiilor arheologice în Israel din punctul de vederea al relației cu narativul biblic, din dorința de a găsi pe teren suport pentru relatarea biblică sau de a găsi în Biblie dovezi care să explice descoperirile arheologice de pe teren. Rezultatele prospecțiunilor arheologice pe care le-a condus Aharoni l-au făcut să sprijine ipoteza „colonizării pașnice” a Canaanului, care nu era în acea vreme acceptată de mainstreamul arheologic israelian.
Marele său rival, generalul Igael Yadin, cercetătorul tell-urilor mari (Tel Hatzor, Tel Meghido, Tel Ghezer etc)
, ca majoritatea arheologilor biblici din acea vreme, era adeptul ipotezei „cuceririi rapide” a Canaanului de către israeliți. Disputa a devenit curând  una între școala din Ierusalim care sprijinea teoria tradițională, și cea de la Universitatea Tel Aviv, care a adoptat modul de abordare a lui Aharoni. În secolul al XXI-lea, în urma rezultatelor unor excavații suplimentare inclusiv pe marile coline (tell), puțini arheologi au mai rămas adepții teoriei „colonizării rapide”.

### Viața privată
Aharoni a fost căsătorit cu Myriam Gross, pe care a cunoscut-o în kibuț.
Nepotul său, Oren Aharoni, este ziarist și reporter de televiziune.
A murit de cancer la 57 ani, în anul 1976.

## In memoriam
- Arhiva sa personală este păstrată în Arhiva de istorie a Universității Tel Aviv.
- O stradă din orașul Beer Sheva îi poartă numele.

## Articole și cărți
- The Land of the Bible. Historical Geography, 1981
- Carta Bible Atlas, 2002
- cu Michael Avi-Yonah: Macmillan Bible Atlas, 1993
- Investigations at Lachish. The sanctuary and the residency, 1975
- The Sanctuary of Beer-Sheva, 1975
- Beer-Sheba I. Excavations at Tel Beer-Sheba, 1969–1971, 1973
- The Arad Inscriptions, 1981
- Hitnahlut Shivtei-Yisrael ba-Galil ha-'Eliyon (The Settlement of the Israelite Tribes in the Upper Galilee). Jerusalem: Magnes Press, Hebrew University, 1957